# Erlenbach (Ahbach)
Der Erlenbach ist ein ca. 1 km langes Fließgewässer in Bochum-Weitmar. Er fließt als offener Schmutzwasserverlauf bis zu der Bahnlinie Bochum – Höntrop. Von dort läuft der Bach verrohrt unter den Park „Saure Wiesen“ und in das Abwassersystem des Ahbachs.